# Tesla Gigafactory 6
Die Tesla Gigafactory 6, auch Tesla Gigafactory Mexico, ist eine angekündigte Fabrik des Unternehmens Tesla, Inc. im mexikanischen Bundesstaat Nuevo León im Großraum von Monterrey. Die Anlage wurde offiziell vom mexikanischen Präsidenten Andrés Manuel López Obrador am 28. Februar 2023 angekündigt. Am darauffolgenden Tag bestätigte Tesla-CEO Elon Musk auf dem Tesla Investor Day, dass die Anlage für den Bau des Tesla-Fahrzeugs der nächsten Generation und weiterer Fahrzeuge beruhend auf derselben Plattform genutzt werden soll. Neben Elektroautos könnten in der Fabrik auch Batterien und weitere Produkte hergestellt werden. Das Investment für den Bau der Anlage soll knapp 10 Milliarden US-Dollar betragen und 35.000 direkte und indirekte lokale Arbeitsplätze schaffen. Das Grundstück der Fabrik soll eine Fläche von 1700 Hektar aufweisen, es soll dort die bisher größte Gigafactory des Unternehmens und die größte Elektroautofabrik der Welt entstehen.

## Geschichte
Nach der Prüfung von Standorten in Hidalgo, Queretaro und Puebla kündigte Tesla Anfang 2023 den Bau einer neuen Gigafactory in der Municipio Santa Catarina im Bundesstaat Nuevo León im Norden des Landes an. Mexiko ist aufgrund des zollfreien Zugangs zum US-Markt bereits ein wichtiger Standort der US-Autoindustrie und der ausgewählte Standort in Nordmexiko hat eine vorteilhafte Lage in Nähe der Tesla Gigafactory 5 in Texas. Trotz des Wassermangels in der Region wurde der Bau von der mexikanischen Regierung genehmigt. Der Tesla-Manager Tom Zhu kündigte an, dass die Fabrik in weniger als 9 Monaten gebaut werden soll.
Im September 2023 wiesen mehrere Tesla-Zulieferer darauf hin, dass die Produktion voraussichtlich nicht vor 2026 oder 2027 anlaufen würde, weshalb einige Zulieferer ihre eigenen Pläne zum Bau neuer Anlagen in Mexiko zurückstellten.
Im Juli 2024 hat Tesla den Bau der Gigafactory Mexiko bis nach den Präsidentschaftswahlen 2024 auf Eis gelegt, weil Donald Trump angekündigt hat, auf Fahrzeuge aus Mexiko Zölle einführen zu wollen.